# Битело
Жуан Паулу де Соуза Марес (порт.-браз. João Paulo de Souza Mares; род. 7 января 2000, Формоза-ду-Уэсти, Парана), более известный как Битело (порт.-браз. Bitello) — бразильский футболист, полузащитник московского «Динамо».

## Клубная карьера
Битело — воспитанник клуба «Каскавел». 4 февраля 2018 года в матче Лиги Паранаэнсе против «Униана Паранаэнсе» он дебютировал за основной состав. В 2018 году Битело перешёл в «Гремио», где в начале выступал за молодёжный состав. 20 марта 2021 года в матче Лиги Гаушо против «Аиморе» игрок дебютировал за основной состав. 12 марта 2022 года в поединке Лиги Гаушо против «Ипиранга» Битело забил свой первый гол за «Гремио». 9 апреля в матче против «Понте-Прета» он дебютировал в бразильской Серии B. По итогам сезона игрок помог клубу выйти в элиту. 16 апреля 2023 года в матче против «Сантоса» он дебютировал в бразильской Серии A. В составе клуба Битело трижды выиграл Лигу Гаушо.
14 сентября 2023 года Битело перешёл в московское «Динамо», подписав контракт на 5 лет. Сумма трансфера составила 10 млн евро. 15 сентября в матче против «Пари НН» он дебютировал в РПЛ. 19 сентября в поединке Кубка России против «Краснодара» игрок забил свой первый гол за «Динамо».

## Достижения
Командные
«Гремио»
- Победитель Лиги Гаушо (3): 2021, 2022, 2023

«Динамо» (Москва)
- Бронзовый призёр чемпионата России: 2023/24